# 横浜市立舞岡中学校
横浜市立舞岡中学校（よこはましりつ まいおかちゅうがっこう）は、神奈川県横浜市戸塚区舞岡町に所在する公立中学校。

## 概要
生徒数は、2022年（令和4年）5月1日現在、644名である。

## 部活動
部活動のページより。

### 運動部
- 野球部
- 剣道部
- 陸上競技部
- サッカー部
- 男子、女子バスケットボール部
- 男子、女子バレーボール部

### 文化部
- 吹奏楽部
- 文藝部
- 華道部
- 美術部
- 英語部
- 科学部

## 通学区域
全域横浜市戸塚区内である。
- 柏尾小学校の区域
- 舞岡小学校の区域
- 東戸塚小学校の区域のうち一部

## 周辺
- 神奈川中央交通「舞岡中学校前」バス停
- 神奈川中央交通 舞岡営業所
- 舞岡駅

## 著名な出身者
- 奥寺康彦 - 元プロサッカー選手[4]。
- 翔 (ミュージシャン) - 横浜銀蠅のボーカル、ギター[5]。
- 愛沢えみり - 元キャバ嬢、Youtuber[要出典]。